# 1992年バルセロナオリンピックのニュージーランド選手団
1992年バルセロナオリンピックのニュージーランド選手団（1992ねんバルセロナオリンピックのニュージーランドせんしゅだん）は、1992年7月25日から8月9日にかけてスペインのカタルーニャ州バルセロナで開催された1992年バルセロナオリンピックのニュージーランド選手団、およびその競技結果。

## 概要
今大会は金メダル1個、銀メダル4個、銅メダル5個の合計10個のメダルを獲得した。

## メダル
| メダル | 選手名                 | 競技   | 種目                  |
| ------ | ---------------------- | ------ | --------------------- |
| 銀     | ダニヨン・ローダー     | 競泳   | 男子200mバタフライ    |
| 銅     | ロレーン・モラー       | 陸上   | 女子マラソン          |
| 銅     | ゲイリー・アンダーソン | 自転車 | 男子4000m個人追い抜き |